# Gordon Audley
Gordon Audley (Winnipeg, 20 aprile 1928 – 1º agosto 2012) è stato un pattinatore di velocità su ghiaccio canadese.

## Palmarès

### Olimpiadi invernali
- Bronzo a Oslo 1952 nei 500 metri.